# لين ماسون (لاعب دوري الرغبي)
لين ماسون (بالإنجليزية: Len Mason)‏ هو لاعب دوري الرغبي نيوزيلندي، ولد في 23 سبتمبر 1903 في نيوزيلندا، وتوفي في 10 يونيو 1953 في هاميلتون في نيوزيلندا.